# Montopoli in Val d'Arno
Montopoli in Val d'Arno és un municipi situat al territori de la província de Pisa, a la regió de la Toscana (Itàlia).
Montopoli in Val d'Arno limita amb els municipis de Castelfranco di Sotto, Palaia, Pontedera, San Miniato i Santa Maria a Monte.

## Galeria

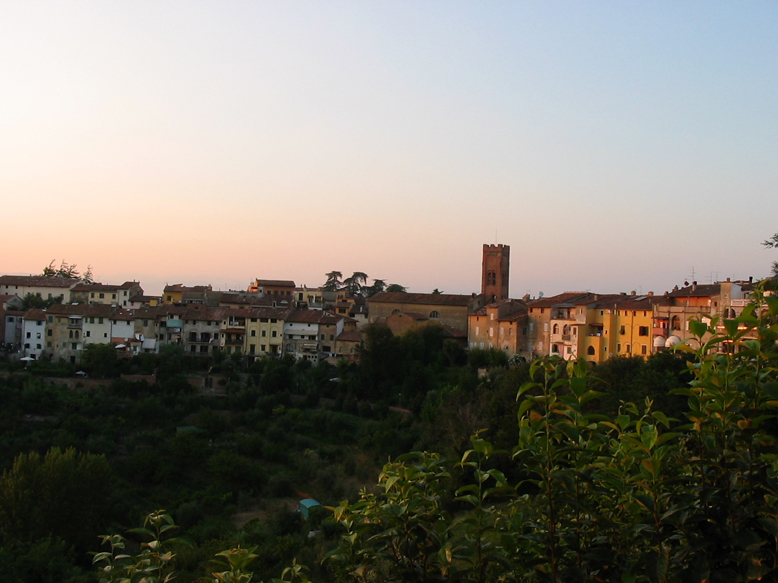
Vista del municipi
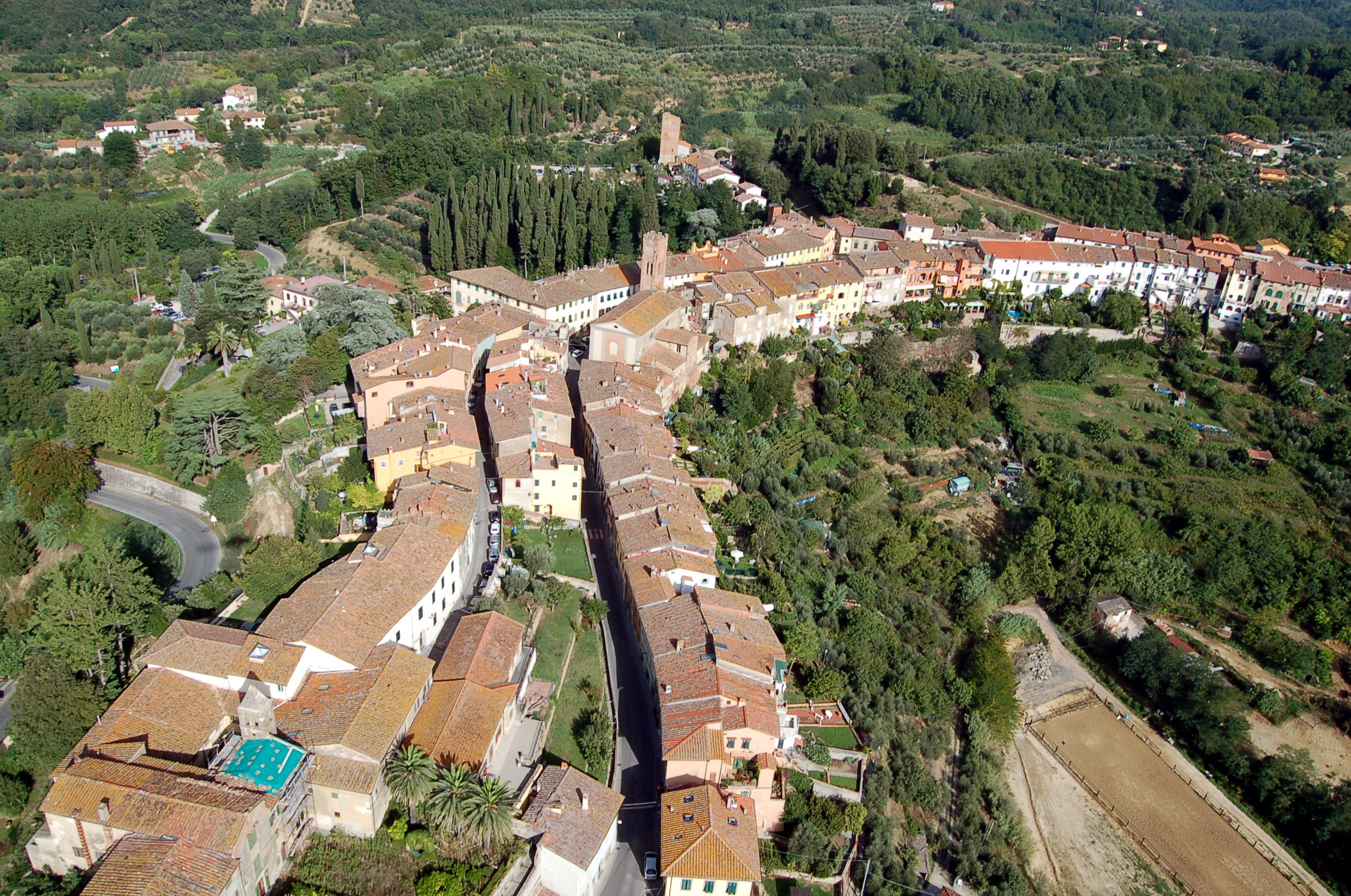
Vista aèria
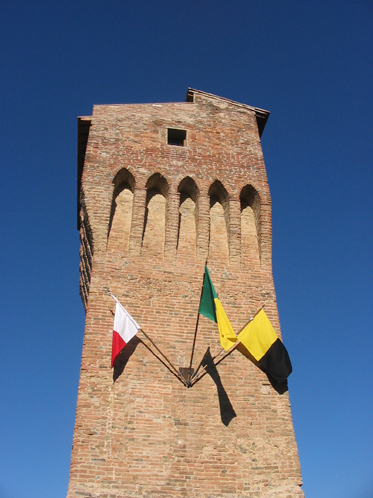
Torre de S. Mateo
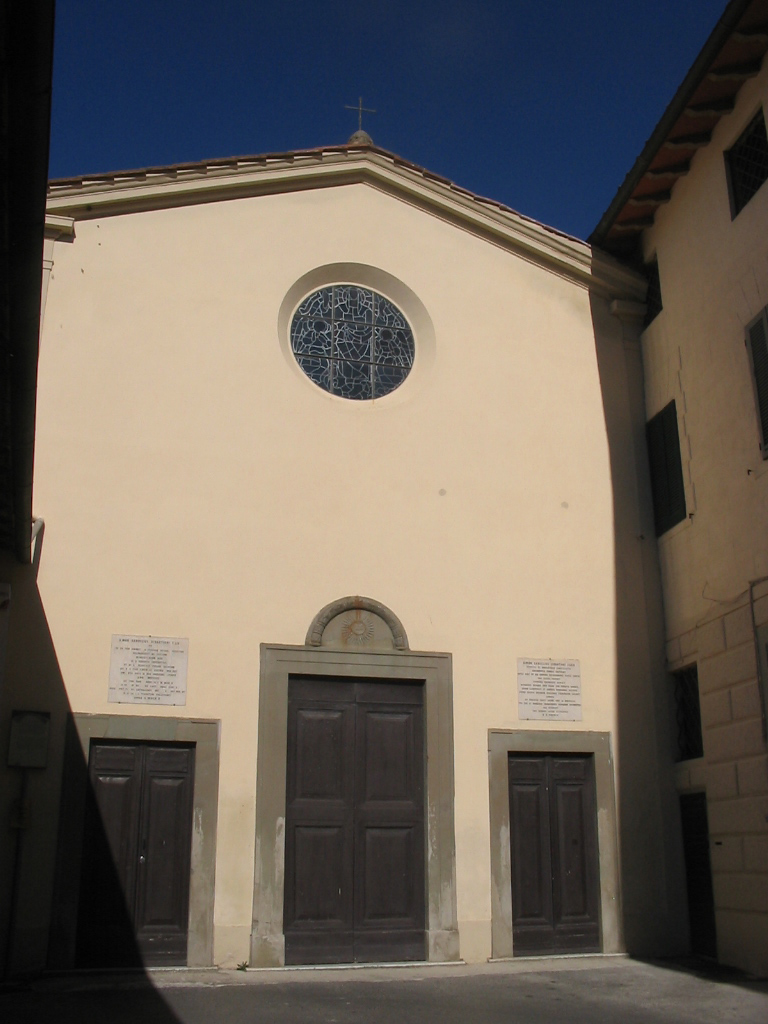
Església de S.Marta
Localització del municipi a la prov. de Pisa